# Đại Thông, Hoài Nam
Đại Thông (chữ Hán giản thể: 大通区, âm Hán Việt: Đại Thông khu) là một quận thuộc địa cấp thị Hoài Nam, tỉnh An Huy, Cộng hòa Nhân dân Trung Hoa. Đây là quận có lịch sử công nghiệp hơn 80 năm. Quận Đại Thông có diện tích 314 km2, dân số 180.000 người, mã số bưu chính 232033. Quận này được chia thành các đơn vị hành chính gồm 1 nhai đạo, 4 trấn và 1 hương. Các đơn vị này lại được chia ra thành 37 uỷ ban cư dân và 33 uỷ ban thôn cư.
- Nhai đạo biện sự xứ: Đại Thông.
- Trấn Cửu Long Cương, Lạc Hà, Thượng Diêu.
- Hương Khổng Điếm.